# Лидман, Дэвид
Дэвид Луис Лидман (англ. David Louis Lidman; 11 июля 1905 — 18 сентября 1982) — американский писатель, журналист и редактор филателистической литературы и изданий. Автор исследований по филателии.

## Вклад в филателию
Начал свою карьеру в Чикаго в качестве редактора и обозревателя газеты. В начале 1940-х годов написал свою первую колонку о почтовых марках для Chicago Sun. Был главным редактором популярного журнала «Chambers Stamps Journal», выходившего в Каламазу, штат Мичиган.
Основал в 1946 году и редактировал журнал по филателии в Сент-Луисе, штат Миссури. Активно участвовал в деятельности Американского филателистического общества в Чикаго. Редактировал и сотрудничал также с «Essay-Proof Journal», «The American Philatelist», «The Congress Books», «1851 Centennial Book», «U. S. Perforation Centennial Book» и другими филателистическими изданиями.
В 1948 году Лидман стал внештатным комментатором отдела филателии в The New York Times, оставаясь им до 1972 года. Был редактором американского журнала «Philatelist» (с 1951 по 1960 год).
Лидман был основателем писательской секции (№ 30) Американского филателистического общества и её первым президентом (1967—1969). Вице-президент Американского филателистического общества (1979—1980); президент совета попечителей Американской библиотеки филателистических исследований.

## Почётные звания и награды
В 1945 году получил первую премию Ньюбери (Newbury Award) за выдающуюся филателистическую деятельность в Чикаго. В 1946 году за выдающиеся заслуги перед обществом получил премию Лаффа Американского филателистического общества (АФО).
В 1971 году был награждён золотой медалью АФО за выдающийся вклад в развитие общества, стал одним из четырёх, удостоенных этой награды.
В 1981 году включён в Зал славы Американского филателистического общества.

## Избранные труды
Лидман является автором ряда книг в жанре филателистической литературы, в том числе:
- Philately Below Zero, A Postal History of Alaska (1958). (англ.)
- The New York Times. Guide to Collecting Stamps (1970). (англ.)
- Treasury of Stamps: 1200 Rare, Beautiful Stamps in Color (1975). (англ.)
- The First Day Cover Collector’s Handbook (1976). (англ.)
- The World of Stamps and Collecting (в соавт., 1981). (англ.)